# Reinschdorf

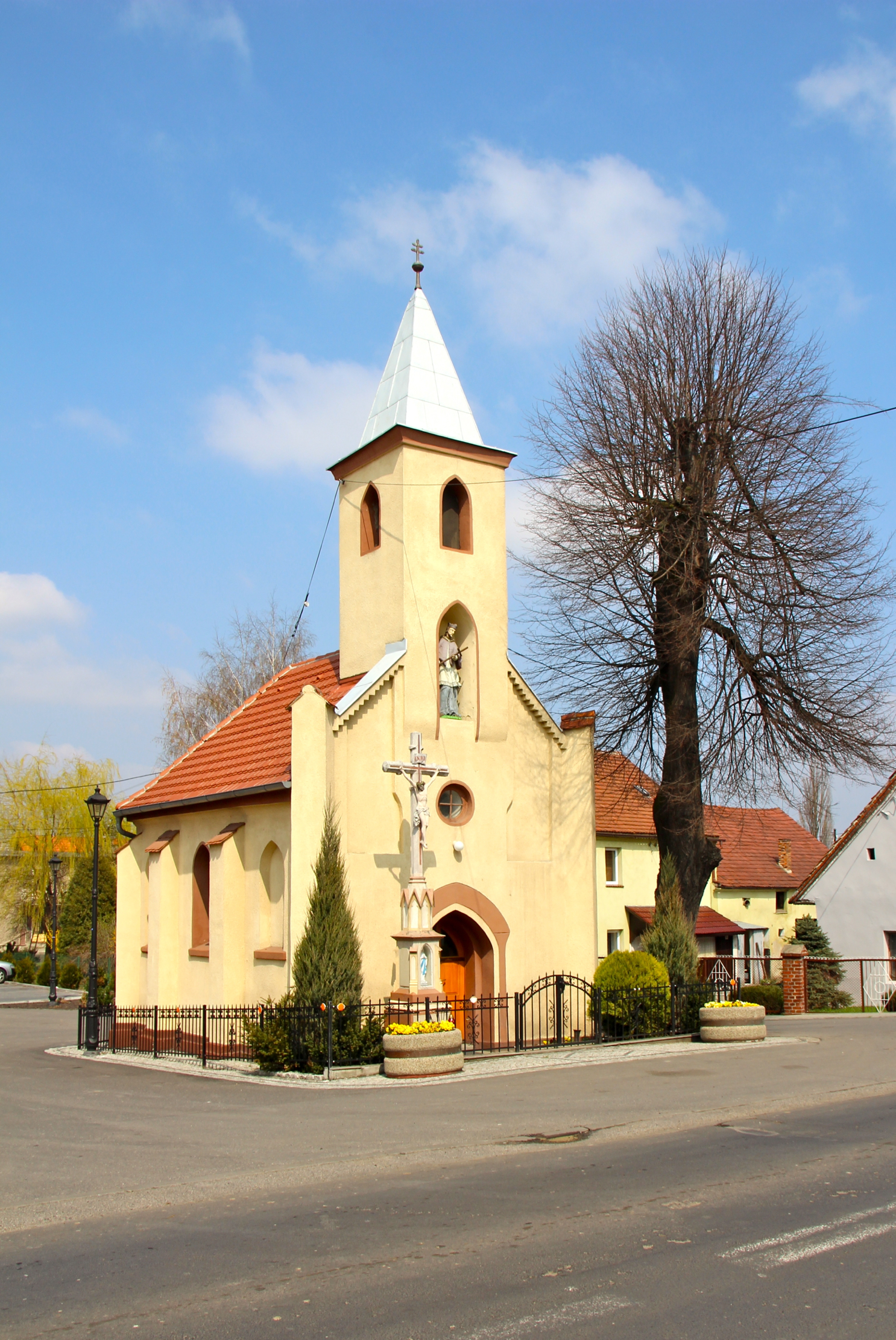
Kapelle in Reinschdorf (2012)

Reinschdorf, polnisch Reńska Wieś ist ein Ort in der Landgemeinde Reinschdorf im Powiat Kędzierzyńsko-Kozielski der Woiwodschaft Opole (Oppeln) in Polen.

## Geographie
Reinschdorf liegt 40 Kilometer südöstlich von Oppeln und Kędzierzyn-Koźle, von dessen Teilstadt Koźle es nur zwei Kilometer entfernt ist.
Es ist an zwei polnische Landesstraßen nach Tschechien angebunden: Die DK45 und die DK38, die hier von der DK45 nach Südwesten abzweigt. Der Bahnhof des Ortes an der Bahnstrecke Kędzierzyn-Koźle–Baborów ist genauso wie die Strecke stillgelegt, aber im Ortsteil Nesselwitz gibt es noch einen Haltepunkt an der Bahnstrecke Katowice–Legnica.

## Geschichte
„Rinska“ ist als Ortsname für das Jahr 1532 überliefert.
Im 19. und Anfang des 20. Jahrhunderts erlebte es einen wirtschaftlichen Aufschwung. Reinschdorf lag an der Chaussee von Leobschütz zur Stadt Cosel, deren Oderhafen sich zu einem der größten Binnenhäfen des Deutschen Reiches entwickelt hatte. 1864 wurde in Reinschdorf eine Rübenzuckerfarbik mit zwei Dampfmaschinen errichtet. 1882 folgte der Anschluss an das Eisenbahnnetz. Die Strecke Cosel–Bauerwitz wurde nach Beschädigung durch das Oderhochwasser 1997 nicht mehr instand gesetzt und teilweise rückgebaut.
Seit 1742 gehörte Reinschdorf zu Preußen und war 1816 dem Landkreis Cosel eingegliedert, mit dem es bis 1945 verbunden blieb. Kirchlich gehörte es bis zur Gründung einer eigenen Pfarrei 1928 zur Stadtpfarre St. Sigismund zu Cosel. 1861 wurde eine Neugotik|neugotische Kapelle errichtet. Eine eigene Kirche erhielt der Ort jedoch erst in den Jahren 1924 bis 1926. Die heutige Pfarrkirche St. Urban wurde zwischen 1979 und 1980 neu errichtet.
Bei der Volksabstimmung in Oberschlesien am 20. März 1921 wurden in Reinschdorf 940 Stimmen (87,6 %) für den Verbleib bei Deutschland abgegeben, 133 Stimmen waren für den Anschluss an Polen. Folglich verblieb das Dorf in der Weimarer Republik.
Nach dem Zweiten Weltkrieg fiel der Ort 1945 als Reńska Wieś an Polen und ist seit 1973 Gemeindesitz.
Da nicht alle deutschen Bewohner flohen oder vertrieben wurden, konnte sich in der Gegend eine deutsche Minderheit halten. Seit 2006 gilt die Gemeinde Reinschdorf offiziell als zweisprachig (Deutsch und Polnisch). Laut der letzten Volkszählung in Polen 2002 sind 34,93 % der Einwohner Deutsche, weitere 2,58 % bezeichneten sich als „Schlesier“ und 5,9 % machten keine Angaben zu ihrer Nationalität. Zum 11. Januar 2011 führte die Gemeinde zusätzlich amtliche deutsche Ortsnamen ein.

## Sehenswürdigkeiten
- Bayerische Kapelle

### Einwohnerentwicklung
Die Einwohnerzahlen von Reinschdorf:
| Jahr | Einwohner |
| ---- | --------- |
| 1844 | 821       |
| 1855 | 759       |
| 1861 | 908       |

| Jahr | Einwohner |
| ---- | --------- |
| 1910 | 1.688     |
| 1933 | 2.135     |
| 1939 | 2.346     |